# Tour de Mumbai
Il Tour de Mumbai era una serie di corse in linea maschili di ciclismo su strada organizzate in India negli anni 2010 e 2011. Le prove erano inserite nel calendario del circuito UCI Asia Tour.

## Storia
Il 21 febbraio 2010 a Mumbai si disputò la Mumbai Cyclothon, corsa in linea vinta dall'argentino Juan José Haedo sul tedesco Dirk Müller.
Sulla base di questa corsa nel 2011 venne organizzata una serie di due gare riunite nel "Tour de Mumbai": la Tour de Mumbai I-Nasik Cyclothon a Nashik e la Tour de Mumbai II-Mumbai Cyclothon a Mumbai. La prima gara, disputata l'11 febbraio, fu vinta in volata dall'italiano Elia Viviani su Robbie McEwen e Tyler Day. La seconda, due giorni dopo, vide il successo di Robert Hunter che regola Elia Viviani e Jonathan McEvoy.
Per gennaio 2012 era prevista l'organizzazione di tre corse denominate Tour de Mumbai I, Tour de Mumbai II e Tour de Mumbai III; le prove furono però annullate e la competizione non venne più corsa.

## Albo d'oro

### Mumbai Cyclothon
Aggiornato all'edizione 2011.
| Anno | Vincitore       | Secondo      | Terzo           |
| ---- | --------------- | ------------ | --------------- |
| 2010 | Juan José Haedo | Dirk Müller  | Tobias Erler    |
| 2011 | Robert Hunter   | Elia Viviani | Jonathan McEvoy |

### Nasik Cyclothon
Aggiornato all'edizione 2011.
| Anno | Vincitore    | Secondo       | Terzo     |
| ---- | ------------ | ------------- | --------- |
| 2011 | Elia Viviani | Robbie McEwen | Tyler Day |